# اینک در ارتش (ترانه)
«اینک در ارتش» (به انگلیسی: In the Army Now) ترانه‌ای از گروه هلندی بولاند اند بولاند است که در سال ۱۹۸۲ منتشر شد. نسخهٔ برادران بولاند در زمان انتشارش در نروژ برای ۶ هفته شمارهٔ ۱ جدول‌های فروش بود و در سوئد دومین ترانه پرفروش روز شد. در سال ۱۹۸۶ و پس از آن‌که که گروه بریتانیایی استیتس کوئو «اینک در ارتش» را کاور کردند ترانه به شهرت جهانی رسید.

## نسخهٔ استیتس کوئو
در سال ۱۹۸۶ استیتس کوئو نسخهٔ جدیدی از «اینک در ارتش» را در آلبومی با همان نام منتشر کردند. اجرای استیتس کوئو برایشان به یک موفقیت بزرگ تبدیل شد و در اتریش، آلمان، لهستان، سوئیس و ایرلند صدرنشین جدول‌های فروش موسیقی شد. این نسخه در زمان انتشارش در بریتانیا، اسپانیا، فرانسه و نروژ هم تا ردهٔ دوم جدول‌های موسیقی صعود کرد.
در سال ۲۰۱۰ استیتس کوئو نسخهٔ دیگری از «اینک در ارتش» را منتشر کردند که عواید آن به دو نهاد حامی نظامیان بریتانیایی و سربازهای آسیب‌دیده در جنگ اختصاص یافت.

### موقعیت در جدول‌های فروش
| چارت موسیقی (۱۹۸۶–۱۹۸۷)                | بالاترین جایگاه |
| -------------------------------------- | --------------- |
| او۳ تاپ ۴۰ اتریش                       | ۱               |
| جدول موسیقی سوئیس                      | ۱               |
| فهرست برترین‌های سوئد                   | ۶               |
| جدول کنترل رسانه آلمان                 | ۱               |
| ۱۰۰ تک‌آهنگ برتر هلند                   | ۱۵              |
| اولتراتاپ بلژیک (فلاندرز)              | ۱۵              |
| وی‌جی-لیستای نروژ                       | ۲               |
| جدول‌های رسمی فنلاند                    | ۲۰              |
| سندیکای ملی انتشارات صوتی‌تصویری فرانسه | ۲               |
| جدول تک‌آهنگ‌های ایرلند                  | ۱               |
| جدول تک‌آهنگ‌های بریتانیا                | ۲               |
| لهستان                                 | ۱               |